# Johann Michael Bach
Johann Michael Bach (pokřtěn 9. srpna 1648 Arnstadt, Německo – 17. května 1694 Gehren, Německo) byl německý varhaník a hudební skladatel. Člen hudební rodiny Bachů.

## Život
Johann Michael Bach získal hudební vzdělání u svého otce Heinrich Bacha a arnstadtského kantora Jonase de Fletina. Flentinův vliv je patrný na raných vokálních dílech Johanna Michaela.
V roce 1665 vystřídal Johann Michael svého bratra Johanna Christopha Bacha na místě varhaníka v zámecké kapli v Arnstadtu. 5. října 1673 se stal městským varhaníkem v Gehren. Pracoval také jako výrobce hudebních nástrojů a jako městský úředník. V Gehren již zůstal až do své smrti 17. května 1694.
17. října 1707 se jeho nejmladší dcera Marie Barbara Bachová (1684–1720) provdala za otcova bratrance Johanna Sebastiana Bacha.

## Dílo

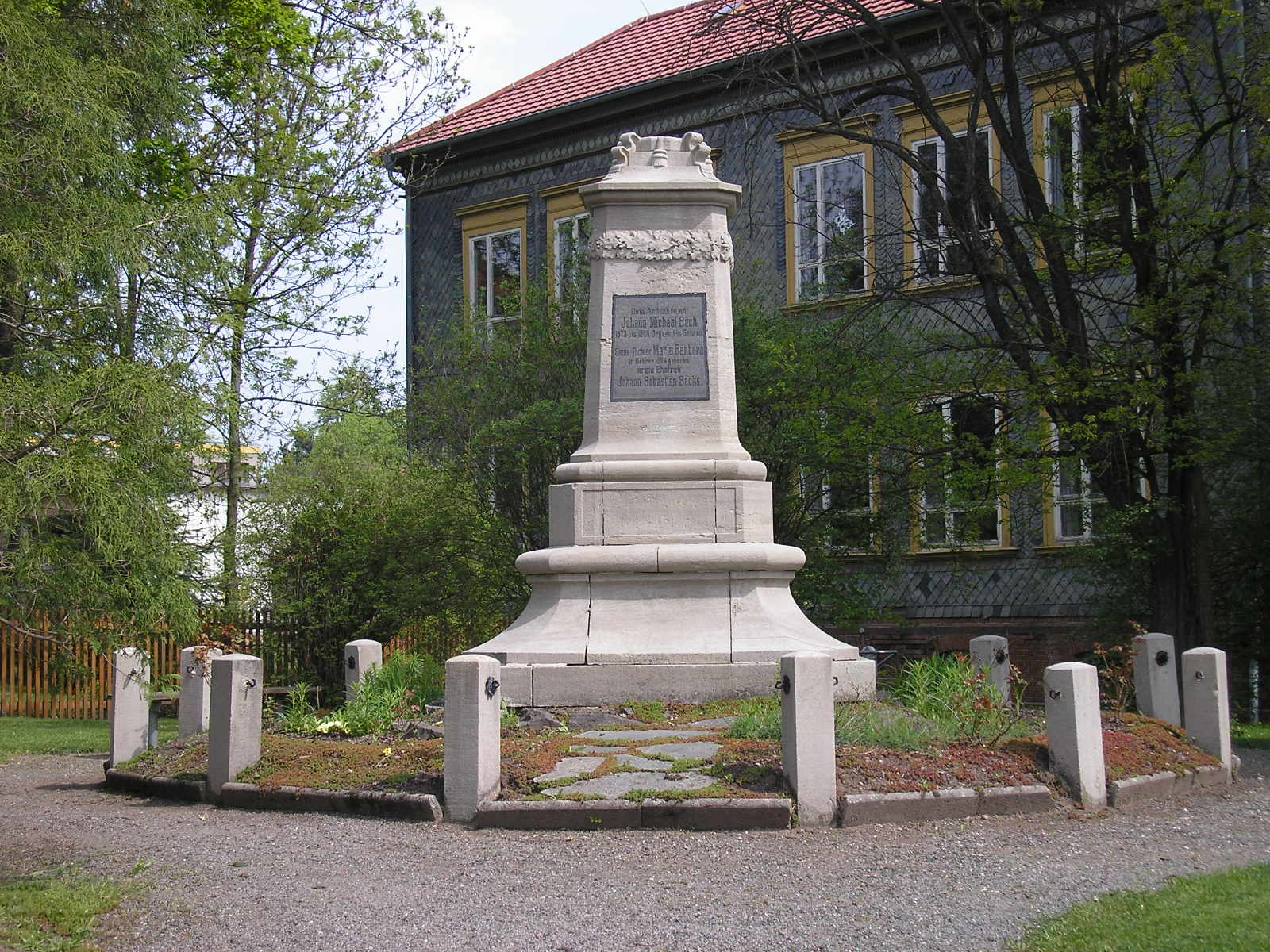
Pomnik Johanna Michaela Bacha v Gehren.

### Vokální skladby
- Ach, wie sehnlich wart ich der Zeit (árie)
- Auf, lasst uns den Herm loben (árie)

Moteta
- Das Blut Jesu Christi
- Dem Menschen ist gesetzt einmal zu sterben
- Fürchtet euch nicht
- Herr du lässest mich erfahren
- Herr ich warte auf dem Heil
- Herr, wenn ich nur dich habe
- Ich weiss, das mein Erlöser lebt
- Nun hab ich überwunden
- Sei lieber Tag willkommen
- Unser Leben währet siebenzig Jahr
- Ehre sei Gott in der Höhe
- Halt, was du hast
- Sei nun wieder zufrieden
- Unser Leben ist ein Schatten

Vokální koncerty
- Ach bleib bei uns, Herr Jesu Christ
- Es ist ein grosser Gewinn
- Liebster Jesu, hor mein Flehen
- Benedictus

### Instrumentální skladby
- 72 varhaních chorálů
- Sonáty pro ansámbly
- drobné skladby pro cembalo